# بطولة تونس لكرة السلة للرجال 2004–05
بطولة تونس لكرة السلة للرجال 2004–05 هو الموسم رقم 50 من بطولة تونس لكرة السلة للرجال.

فاز بهذا الموسم الاتحاد الرياضي المنستيري.

## روابط خارجية
- الموقع الرسمي للجامعة التونسية لكرة السلة.